# Campionato francese di rugby a 15 1960-1961
Il Campionato francese di rugby a 15 1960-1961 fu appannaggio per la prima volta del AS Beziers che superò in finale il Dax.

## Formula
Il torneo fu disputato da 56 squadre divise in 7 gironi di 8 squadre. Le prime 4 di ogni poule e le due migliori quinte, per un totale di 32, sono qualificate alla fase ad eliminazione diretta

## Fase di qualificazione
In grassetto le qualificate alla fase ad eliminazione diretta
| - FC Lourdes - US Carmaux - SU Agen - US Cognac - Stade nantais UC - Tyrosse RCS - CA Brive - Racing club de France             | - Stade dijonnais - Lyon OU - Stade bordelais UC - Stade toulousain - AS Béziers - Stadoceste tarbais - Foix - Aviron bayonnais | - RC Narbonne - Paris université club - SA Saint-Sever - SC Angoulême - US Dax - Cahors rugby - CA Périgueux - Toulouse olympique EC |
| - US La Teste - Saint-Girons SC - Stade rochelais - Stade hendayais - Section paloise - Stade aurillacois - La Voulte - FC Auch | - CO Le Creusot - Stade montois - USA Perpignan - AS Soustons - RC Toulon - CA Bègles - SC Mazamet - FC Grenoble                | - US Marmande - SC Graulhet - US Montauban - SC Tulle - US Romans - AS Montferrand - Biarritz olympique - FC Saint-Claude            |
| - US Bergerac - RC Vichy - RC Chalon - SO Chambéry - Castres olympique - CS Vienne - AS bressane - USA Limoges                  | | |

## Sedicesimi di finale
In grassetto le qualificate agli ottavi di finale
| Squadra 1          | Squadra 2             | Risultato |
| ------------------ | --------------------- | --------- |
| AS Béziers         | Stadoceste tarbais    | 6-0       |
| RC Toulon          | CA Périgueux          | 8-6       |
| RC Vichy           | AS Montferrand        | 10-3      |
| FC Lourdes         | Stade aurillacois     | 3-0       |
| Stade montois      | USA Perpignan         | 16-6      |
| FC Grenoble        | CS Vienne             | 14-3      |
| CA Brive           | USA Limoges           | 16-5      |
| Cahors rugby       | FC Saint-Claude       | 0-0       |
| US Dax             | US Romans             | 9-3       |
| Stade bordelais UC | SU Agen               | 12-11     |
| Stade rochelais    | Racing club de France | 15-0      |
| Aviron bayonnais   | C Graulhet            | 6-0       |
| SO Chambéry        | US Cognac             | 13-6      |
| FC Auch            | SC Tulle              | 9-0       |
| SC Mazamet         | Stade toulousain      | 16-8      |
| Section paloise    | SC Angoulême          | 20-3      |

## Ottavi di finale
In grassetto le qualificate ai quarti di finale
| Squadra 1       | Squadra 2          | Risultato |
| --------------- | ------------------ | --------- |
| AS Béziers      | RC Toulon          | 14-0      |
| RC Vichy        | FC Lourdes         | 6-3       |
| Stade montois   | FC Grenoble        | 10-6      |
| CA Brive        | Cahors             | 8-3       |
| US Dax          | Stade bordelais UC | 14-3      |
| Stade rochelais | Aviron bayonnais   | 5-3       |
| SO Chambéry     | FC Auch            | 5-3       |
| SC Mazamet      | Section paloise    | 8-3       |

## Quarti di finale
In grassetto le qualificate alle semifinali
| Squadra 1     | Squadra 2       | Risultato |
| ------------- | --------------- | --------- |
| AS Béziers    | RC Vichy        | 12-3      |
| Stade montois | CA Brive        | 12-6      |
| US Dax        | Stade rochelais | 11-9      |
| SO Chambéry   | SC Mazamet      | 19-3      |

## Semifinali
| Squadra 1  | Squadra 2     | Risultato |
| ---------- | ------------- | --------- |
| AS Béziers | Stade montois | 12-6      |
| US Dax     | SO Chambéry   | 11-5      |

## Finale
| Arbitro: | Bernard Marie |

| |            | |
| c.p. Dedieu drop: Danos | Marcatori  | c.p. Pierre Albaladejo |
| Jean Bachélé, Léon Berho, André Bérilhe, Christian Lasserre, Marcel Cassiède, Gaston Dubois, Pierre Darbos, Claude Contis, Jean-Claude Lasserre, Pierre Albaladejo, Raymond Albaladejo, Jacques Bénédé, Jean Othats, Claude Darbos, Emile Carrère | Formazioni | Raoul Barrière, Emile Bolzan, Francis Mas, Jean Salas, André Gayraud, Louis Angeli, François Rondi, Jean Arnal, Pierre Danos, Roger Bousquet, Lucien Rogé, Robert Raynal, Jacques Fratangelle, Robert Spagnolo, Paul Dedieu |